# Liste der denkmalgeschützten Objekte in Natschbach-Loipersbach
Die Liste der denkmalgeschützten Objekte in Natschbach-Loipersbach enthält die denkmalgeschützten, unbeweglichen Objekte der Gemeinde Natschbach-Loipersbach im niederösterreichischen Bezirk Neunkirchen.

## Denkmäler
| Foto |                 | Denkmal                                                  | Standort                                                       | Beschreibung                                                                               | Metadaten |
| ---- | --------------- | -------------------------------------------------------- | -------------------------------------------------------------- | ------------------------------------------------------------------------------------------ | --- |
| ja   | Datei hochladen | Ortskapelle hl. Michael HERIS-ID: 80047 Objekt-ID: 93757 | Ortsstraße 27 Standort KG: Loipersbach                         | neugotischer Bau mit Dachreiter, bezeichnet 1873, westlich am Chor seichter Anbau von 1962 | BDA-Hist.: Q38172537 Status: § 2a Stand der BDA-Liste: 2025-06-30 Name: Ortskapelle hl. Michael GstNr.: .29 Chapel Loipersbach |
| ja   | Datei hochladen | Flur-/Wegkapelle HERIS-ID: 80635 Objekt-ID: 94379        | in der Nähe von Seebensteinerstraße 31 Standort KG: Natschbach |                                                                                            | BDA-Hist.: Q38174264 Status: § 2a Stand der BDA-Liste: 2025-06-30 Name: Flur-/Wegkapelle GstNr.: 256/1                         |
| ja   | Datei hochladen | Ortskapelle hl. Florian HERIS-ID: 80045 Objekt-ID: 93755 | gegenüber Dorfplatz 1 Standort KG: Natschbach                  | neugotischer Bau von 1898, Langhaus mit Satteldach, Spitzbogenfenstern und Dachreiter      | BDA-Hist.: Q38172536 Status: § 2a Stand der BDA-Liste: 2025-06-30 Name: Ortskapelle hl. Florian GstNr.: .93 Chapel Natschbach  |